# Isanthrene perboscii
Isanthrene perboscii är en fjärilsart som beskrevs av Guérin-meneville 1843. Isanthrene perboscii ingår i släktet Isanthrene och familjen björnspinnare. Inga underarter finns listade i Catalogue of Life.